# Ulver
Ulver (Ульвер — норв. вовки) — норвезький колектив, що утворився в 1993 році. З кожним випуском музика Ulver змінювалася в стилі; різні альбоми зараховувалися до жанрів блек-метал, неофолк, тріп-хоп і авангардний метал, в цілому колектив завжди відрізнявся незвичністю, оригінальністю стилю і новаторством.

## Історія

### Створення
Гурт утворений в 1992 році Крістофером Рюггом, який взяв псевдонім Гарм — персонаж скандинавської міфології, та барабанщиком Карлом-Міхаелем Ейде (Exhurtum). Разом з клавішником Ховардом Йоргенсеном, двома гітаристами і сесійним бас-гітаристом Робіном Мальмбергом з Mysticum вони записали демозапис Vargnatt (Ніч вовків). У наступному році Ейде покинув колектив, а позиції басиста і ударника зайняли відповідно Х'ю Мінг (Skoll) і Ерік Ланселот (AiwarikiaR). Пізніше до Ulver приєднався клавішник Торбйорн Педерсен (Aismal).

### Трилогія
Перші три альбоми Ulver часто називають «трилогією», оскільки їх об'єднує спільна тематика (чарівність північної природи і язичництва) і музична спрямованість. Дебютний альбом  Bergtatt - Et Eeventyr i 5 Capitler  вийшов у 1994 році. В текстах  Bergtatt  гурт розповідає історію про дівчину, яку викрадають надприродні істоти з норвезьких легенд. Музика характеризувалася незвичайним для того часу поєднанням традиційного блек-металу (швидкий темп, дисторшн, скрімінг) з вставками акустичних програшів і чистого вокалу. Ulver, поряд з Satyricon, стали одними з перших, хто додав у блек-метал елементи фолку, а їх дебютний альбом вважається знаковим і в дискографії гурту, і в історії всього жанру.
Другим альбомом став  Kveldssanger  (1996), повністю виконаний на акустичних інструментах (гітара, скрипка, флейта). Деякі пісні Гарм виконав а капела.
У 1997 році на німецькому лейблі Century Media видається записаний ще до  Kveldssanger  альбом  Nattens Madrigal , який став для Ulver проривом і приніс колективу міжнародну популярність. Тоді музикантами гурту були Рюгг, Йоргенсен, Педерсен, Мінг і Ланселот. Як і  Bergtatt, Nattens Madrigal  — це концептуальний альбом, його головні теми — вовки і темна сторона людини. Попри винятково «сире» і «брудне» звучання, мелодії і гра окремих інструментів досить чіткі, що виокремлювало Ulver серед більшості блек-металевих гуртів. В кінці того ж року наклав на себе руки гітарист Grellmund з першого складу.

### Електронна музика

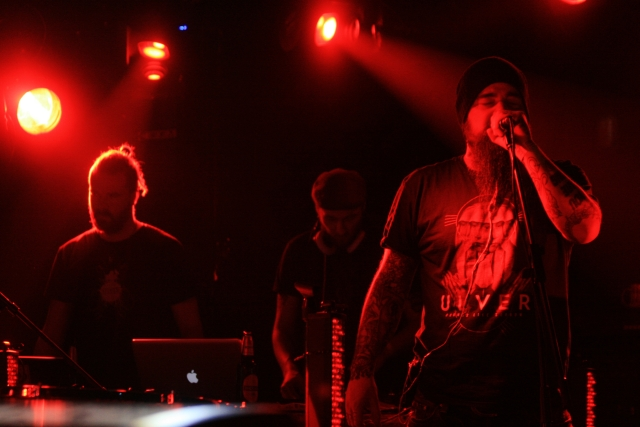
Виступ гурту в Будапешті в 2010 році.

У 1999 році Ulver поклали на музику поему Вільяма Блейка «Весілля неба і пекла» і на щойно створеному лейблі Гарма Jester Records випустили новий альбом  Themes from William Blake's The Marriage of Heaven and Hell, що складався з експериментів з індастріалом і тріп-хопом. Нова робота ознаменувала закінчення «блек-метал періоду», з цього моменту гурт розвивався убік електронної музики. У наступному році вийшов техно-ембієнтний міні-альбом  Metamorphosis, а через рік — п'ятий студійний альбом  Perdition City. На ньому переважали м'які клавішні мелодії і електронні ефекти з сильним присмаком джазу (так, в першому треку «Lost in moments» звучить соло на саксофоні).
У 2001 році гурт записав два міні-альбоми:  Silence Teaches You How to Sing  і  Silencing the Singing. Перший з них — це двадцятихвилинна інструментальна електронна композиція, записана в ході роботи над  Perdition City  і видана обмеженим тиражем у 2000 копій. На другому міні-альбомі вміщено три інструментальних треки, витриманих в тому ж стилі. Згодом обидва записи були перевидані на збірнику  Teachings in Silence. У наступні роки Ulver записали саундтреки до коротких фільмів  Lyckantropen  і  Svidd neger  і міні-альбом  A Quick Fix of Melancholy, а окрім того вийшла збірка 1993-2003: 1st Decade in the Machines, що складалася з реміксів, виконаних іншими музикантами (включно з Merzbow).
Черговий альбом  Blood Inside  (2005) спродюсований Ронаном Крісом Мерфі, який раніше працював з Yes і King Crimson. Музика еволюціонувала в бік арт-рокового звучання з симфонічними аранжуваннями і електронними ефектами. У 2007 році гурт видав  Shadows of the Sun  — м'яку, мелодійну і набагато більш цільну, ніж попередній альбом, роботу.
Перший в історії Ulver концертний виступ відбувся 30 травня 2009 року в Ліллегамері. Протягом року відбулося ще кілька виступів, а у 2010 році — європейський тур. 25 квітня 2011 року на лейблі Kscope видано альбом  Wars of the Roses. 5 грудня того ж року Ulver видали на DVD запис концерту в Норвезькій національній опері, який відбувся 31 липня 2010 року.
28 травня 2012 року вийшов збірник  Childhood's End, що містив 16 кавер-версій пісень відомих музикантів психоделічного року 1960-х років, серед них Jefferson Airplane, The Birds, Electirc Prunes і The Beau Brummels.
Альбом Silence Teaches You How To Sing 2001 року було використано як нарізку безлічі саундтреків з самого початку фільму «Сіністер» 2012 року.
Черговий альбом  Messe I.X - IV.X  був записаний у вересні 2012 року разом з камерним оркестром Тромсе. 19 серпня 2013 року альбом був випущений в цифровому форматі, на осінь заплановано вихід диска на Kskope.
У 2014 році Ulver видали через Southern Lord Records альбом  Terrestrials  — колаборації з американськими дроун-металістами Sunn O))). Альбом складається з трьох імпровізаційних композицій, записаних наживо у 2008 році.
Композиція «Not Saved» стала саундтреком до фільму «Сіністер 2» 2015 року. Вона використовується для озвучення сцени масового вбивства «Різдвяний ранок» на 28-й хвилині фільму.

## Стиль
У творчості Ulver часто виокремлюють два періоди: перші три альбоми і наступні записи. Bergtatt, Kveldssanger і  Nattens Madrigal  часто характеризують як «блек-метал трилогію». Музика  Kveldssanger  стилем далека від блек-металу, проте альбом включено в «трилогію», адже тематика (норвезька природа і фольклор) об'єднує його з  Bergtatt  і  Nattens Madrigal. У буклеті  Metamorphosis  музиканти зазначили: 
«Ulver безумовно не є блек-металевим гуртом і не бажає бути затаврованим. Ми визнаємо близькість першої і третьої частин Трилогії до цієї культури, але підкреслюємо, що вони були стартовим майданчиком, а не завершенням». 
Альбоми, які видано пізніше, характеризуються музичними експериментами і переважанням електронних ефектів. Частина альбомів належить до індастріалу і ембієнту, частина до тріп-хопу, є також вкраплення елементів джазу, класичної музики і прогресивного року, виокремлюється вплив Coil. Іноді пізній Ulver визначають як пост-блек-метал, як одну з блек-металевих гуртів, який пізніше змінив напрям убік авангарду.

## Дискографія

### Студійні альбоми
- Bergtatt - Et Eeventyr i 5 Capitler (1994)
- Kveldssanger (1995)
- Nattens Madrigal - Aatte Hymne til Ulven i Manden (1996)
- Themes from William Blake's The Marriage of Heaven and Hell (1998)
- Perdition City(2000)
- Blood Inside (2005)
- Shadows of the Sun (2007)
- Wars of the Roses (2011)
- Childhood's End (2012)
- Messe I.X - IV.X (2013)
- Terrestrials (2014, спільно з Sunn O))))
- ATGCLVLSSCAP (2016)
- The Assassination of Julius Caesar (2017)
- Drone Activity (2019)
- Flowers of Evil (2020)
- Scary Muzak (2021)
- Liminal Animals (2024)

### Міні-альбоми
- Metamorphosis (1999)
- Silence Teaches You How to Sing (2001)
- Silencing the Singing (2001)
- A Quick Fix of Melancholy (2003)
- Roadburn  (2012)
- Sic Transit Gloria Mundi (2017)

### Демо
- Rehearsal (1993)
- Vargnatt (1993)

### Збірники
- Teachings in Silence (2002)
- 1993—2003: 1st Decade in the Machines (2003)

## Концертні записи
- The Norwegian National Opera  BD / DVD (2011)
- Live at Roadburn  (2013)

### Музика до фільмів
- Lyckantropen Themes (2002)
- Svidd Neger (2003)

## Учасники

### Поточний склад
- Крістоффер Рюгг (Garm, Trickster G., G. Wolf, Fiery G. Maelstrom) — вокал, програмування
- Йёрн Сверен (Jørn H. Sværen) — різні інструменти
- Туре Ілвісакер (Tore Ylwizaker) — клавішні, програмування
- Деніел О'Салліван (Daniel O'Sullivan) — гітара, бас-гітара, клавішні

### Колишні учасники
- Håvard Jørgensen (Haavard) — гітара
- Torbjørn Pedersen (Aismal або Tykje) — гітара
- Grellmund — гітара (покінчив життя самогубством напередодні 1998 ріка)
- A. Reza — гітара
- Erik Olivier Lancelot (AiwarikiaR) — ударні, флейта
- Carl Michael Eide (Aggressor, Czral, Exhurtum) — ударні
- Hugh Steven James Mingay (Skoll) — бас-гітара
- Robin «Mean» Malmberg — бас-гітара

## Інші проєкти музикантів
- Head Control System
- Arcturus
- Borknagar
- Ved Buens Ende